# Тулебља
Тулебља (рус. Тулебля) река је на северозападу европског дела Руске Федерације. Протиче преко територије Староруског рејона на западу Новгородске области. Притока је језера Иљмењ у који се улива у његовом јужном делу, те део басена реке Неве и Балтичког мора.
Извориште реке Тулебље налази се у замочвареном подручју јужно од села Аљоксино на западу Староруског рејона, док се ушће налази у подручју западне делте Ловата. Неких 3 km узводно од ушћа река има лиманске карактеристике са ширином до 130 метара и дубином до 3 метра. Укупна дужина водотока је 43 km, док је површина сливног подручја око 178 km².
Њене најважније притоке су Кољчишча и Крекша, обе са леве стране.